# Tripteroides dyari
Tripteroides dyari är en tvåvingeart som först beskrevs av Richard Mitchell Bohart och Farner 1944.  Tripteroides dyari ingår i släktet Tripteroides och familjen stickmyggor.
Artens utbredningsområde är Filippinerna. Inga underarter finns listade i Catalogue of Life.